# Valbom (São Pedro), Passô e Valbom (São Martinho)
Valbom (São Pedro), Passô e Valbom (São Martinho) ou Valbom e Passô (oficialmente: União das Freguesias de Valbom (São Pedro), Passô e Valbom (São Martinho)) é uma freguesia portuguesa do município de Vila Verde, com 6,19 km² de área e 595 habitantes (censo de 2021). A sua densidade populacional é 96,1 hab./km².

## História
Foi constituída em 2013, no âmbito de uma reforma administrativa nacional, pela agregação das antigas freguesias de São Pedro de Valbom, Passô e de São Martinho de Valbom.

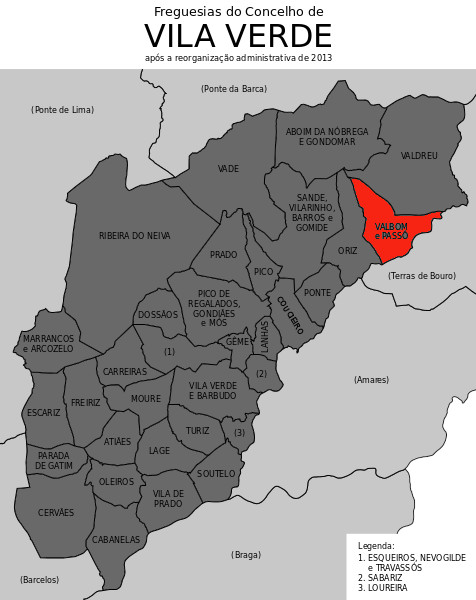
Localização da União de freguesias de Valbom (São Pedro), Passô e Valbom (São Martinho)

## Demografia
A população registada nos censos foi:
| Distribuição da População por Grupos Etários | Distribuição da População por Grupos Etários | Distribuição da População por Grupos Etários | Distribuição da População por Grupos Etários | Distribuição da População por Grupos Etários | Distribuição da População por Grupos Etários |
| -------------------------------------------- | -------------------------------------------- | -------------------------------------------- | -------------------------------------------- | -------------------------------------------- | -------------------------------------------- |
| Antes da agregação                           |                                              |                                              |                                              |                                              |                                              |
| Ano                                          | 0-14 anos                                    | 15-24 anos                                   | 25-64 anos                                   | >= 65 anos                                   | Total                                        |
| 2001                                         | 149                                          | 111                                          | 355                                          | 169                                          | 784                                          |
| 2011                                         | 69                                           | 95                                           | 314                                          | 164                                          | 642                                          |
| Após a agregação                             |                                              |                                              |                                              |                                              |                                              |
| Ano                                          | 0-14 anos                                    | 15-24 anos                                   | 25-64 anos                                   | >= 65 anos                                   | Total                                        |
| 2021                                         | 52                                           | 46                                           | 306                                          | 191                                          | 595                                          |